# 27e cérémonie des Victoires de la musique
 (avril 2025).
La 27e cérémonie des Victoires de la musique a lieu le 3 mars 2012 au palais des congrès de Paris. Elle est présentée par Alessandra Sublet. 
Les nominations sont annoncées le 19 janvier 2012 dans Le Parisien.

## Palmarès
Les gagnants sont indiqués ci-dessous en tête de chaque catégorie et en caractères gras.

### Artiste masculin de l'année
- Hubert-Félix Thiéfaine
  - Benjamin Biolay
  - Julien Clerc
  - Thomas Dutronc

### Artiste féminine de l'année
- Catherine Ringer
  - Camille
  - Nolwenn Leroy
  - Zaz

### Groupe ou artiste révélation du public de l'année
- Orelsan
  - Brigitte
  - L
  - Inna Modja

### Groupe ou artiste révélation scène de l'année
- Brigitte
  - Alexis HK
  - Imany
  - Skip the Use

### Album de chansons de l'année
- Hubert-Félix Thiéfaine - Suppléments de mensonge
  - Camille - Ilo Veyou
  - Cœur de pirate - Blonde
  - Catherine Ringer - Ring n' Roll

### Chanson originale de l'année
- Laurent Voulzy - Jeanne (auteur : Alain Souchon ; compositeur : Laurent Voulzy)
  - Jean-Louis Aubert - Puisses-tu (auteur-compositeur : Jean-Louis Aubert)
  - Camille - L'Étourderie (auteur-compositeur : Camille Dalmais)
  - Mika - Elle me dit (auteurs-compositeurs : Mika & Doriand)

### Spectacle musical, tournée ou concert de l'année
- Jean-Louis Aubert - Roc'éclair Tour au Zénith, à Bercy et en tournée
  - Catherine Ringer - Ring n' Roll Tour à l'Olympia, à la Cigale et en tournée
  - Stromae au Bataclan, à la Gaîté Lyrique, à l'Olympia et en tournée
  - Hubert-Félix Thiéfaine - Homo plebis, ultimæ tour à Bercy et en tournée

### Album rock de l'année
- Izïa - So Much Trouble
  - Archimède - Trafalgar
  - Keren Ann - 101
  - Shaka Ponk - The Geeks and the Jerkin' Socks

### Album rap ou musiques urbaines de l'année
- Orelsan - Le Chant des sirènes
  - Booba - Autopsie Vol. 4
  - JoeyStarr - Egomaniac
  - La Fouine - La Fouine vs Laouni

### Album musiques du monde de l'année
- Jehro - Cantina Paradise
  - Magic System - Touté Kalé
  - Titi Robin - Les Rives
  - Tinariwen - Tassili

### Album de musiques électroniques de l'année
- Justice - Audio, Video, Disco
  - General Elektriks - Parker Street
  - David Guetta - Nothing but the Beat
  - Yuksek - Living on the Edge of Time

### Clip vidéo de l'année
- Vanessa Paradis et -M- - La Seine (réalisateur : Bibo Bergeron)
  - Julien Doré - Kiss Me Forever (réalisateurs : Julien Doré & Christine Massy)
  - Inna Modja - French Cancan (Monsieur Sainte Nitouche) (réalisateur : Jordan Feldman)
  - Orelsan - RaelSan (réalisateur : David Tomaszewski)

### DVD musical de l'année
- -M- - Les Saisons de passage (réalisateur : Laurent Thessier)
  - Indochine - Putain de stade (réalisateur : Hans Pannecoucke)
  - Christophe Maé - On trace la route - live (réalisateurs : Tommy Pascal et Michael Pierrard)
  - Raphaël - Live vu par Jacques Audiard (réalisateur : Jacques Audiard)

## Hommages
- Des images d'archives de Dalida sont diffusées, à l'occasion du 25e anniversaire de sa disparition.
- Un hommage est aussi rendu à Michel Berger, décédé vingt ans plus tôt, par un « medley » dans lequel se succèdent les chansons Quelques mots d'amour interprétée par Nolwenn Leroy et Alain Chamfort, Le Chanteur abandonné par Isabelle Boulay et Julien Clerc et La Groupie du pianiste par Amel Bent et Corneille.
- Enfin, pour le 15e anniversaire de la mort de Barbara, Jean-Louis Aubert, Raphael et Zaz reprennent la chanson Dis, quand reviendras-tu ?.

## Divers

### Nominations multiples
Trois nominations
- Camille (artiste féminine de l'année, album de chansons de l'année, Chanson originale de l'année)
- Catherine Ringer (artiste féminine de l'année, album de chansons de l'année, spectacle musical / tournée / concert de l'année)
- Hubert-Félix Thiéfaine (artiste masculin de l'année, album de chansons de l'année, spectacle musical / tournée / concert de l'année)
- Orelsan (groupe ou artiste révélation du public de l'année, album rap ou musiques urbaines de l'année, clip vidéo de l'année)

Deux nominations
- Brigitte (groupe ou artiste révélation du public de l'année, groupe ou artiste révélation scène de l'année)
- Inna Modja (groupe ou artiste révélation du public de l'année, clip vidéo de l'année)
- Jean-Louis Aubert (chanson originale de l'année, spectacle musical / tournée / concert de l'année)
- -M- (clip vidéo de l'année, DVD musical de l'année)

### Récompenses multiples
- Hubert-Félix Thiéfaine (artiste masculin de l'année, album de chansons de l'année)
- -M- (clip vidéo de l'année, DVD musical de l'année)
- Orelsan (révélation de l'année, album urbain de l'année)